# Phoebe amplifolia
Phoebe amplifolia là loài thực vật có hoa trong họ Nguyệt quế. Loài này được Mez & Donn. Sm. miêu tả khoa học đầu tiên năm 1894.